# Christian Chávez
José Christián Chávez Garza (*7 august 1983, Reynosa, Tamaulipas, Mexic) este un actor și cântăreț mexican.
A jucat în „Clase 406” între anii 2002 și 2003.
Din anul 2004 face parte din formația RBD împreună cu Dulce María, Maite Perroni, Anahí, Christopher von Uckermann și  Alfonso Herrera.
La data de 2 martie 2007, după ce în presă au apărut imagini cu el căsătorindu-se cu un alt bărbat în Canada, actorul a emis un comunicat de presă, în care declara în mod public că este homosexual. Aceasta este prima dată când un artist mexican declară deschis că este homosexual. In anul 2007 a jucat in serialul RBD Family alaturi de colegii sai din RBD. 